# Cantó de Wassigny

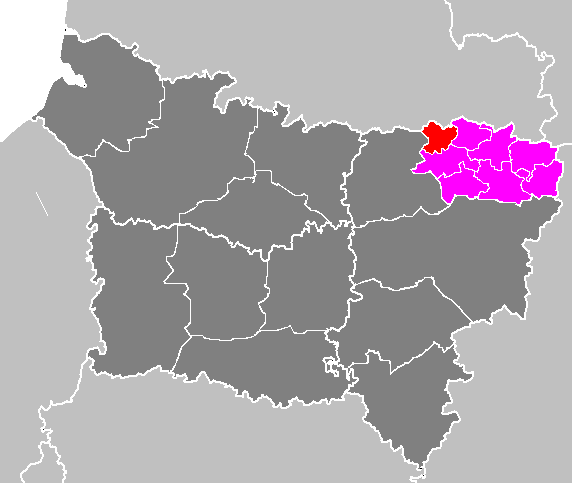
Districte de Vervins

El cantó de Wassigny és un cantó francès del departament de l'Aisne, situat al districte de Vervins. Té 15 municipis i el cap és Wassigny.

## Municipis
- Étreux
- Grand-Verly
- Grougis
- Hannapes
- Mennevret
- Molain
- Oisy
- Petit-Verly
- Ribeauville
- Saint-Martin-Rivière
- Tupigny
- La Vallée-Mulâtre
- Vaux-Andigny
- Vénérolles
- Wassigny

## Història
| Data d'elecció                           | Identitat        | Partit           | Qualitat |
| ---------------------------------------- | ---------------- | ---------------- | -------- |
| 1945-1970                                | Édouard Alliot   | CNIP             |          |
| 1970-1982                                | Georges Bouchart | UDR, després RPR |          |
| 1982-1991                                | Lucien Manesse   | PS               |          |
| 1991-2001                                | Antoine Pagni    | Divers droite    |          |
| 2001-                                    | Charles Watelle  | PS               |          |
| les dades anteriors no són pas conegudes |                  |                  |          |
|                                          |                  |                  |          |

## Demografia
| A partir de 1990: Població sense dobles comptes |